# 20e division (armée impériale japonaise)
La 20e division (第20師団, Dai-niju shidan) est une unité d'infanterie de l'armée impériale japonaise. Son nom de code est Division Matin (朝兵団, Asa-heidan) et son symbole militaire est 20D. Les 19e et 20e divisions sont toutes les deux créées comme force de garnison en Corée. Après la victoire japonaise durant la guerre russo-japonaise de 1904-05, et l'occupation suivante, puis l'annexion de la Corée en 1910, les autorités japonaises reconnaissent la nécessité de former une force de garnison locale composée de personnes connaissant la Corée.
La 20e division est stationnée dans le centre de la Corée, dans l'actuel quartier de Yongsan à Séoul. Elle reçoit ses couleurs le 24 décembre 1915. Cependant, la division n'est pas considérée comme prête au combat avant 1918 et son quartier-général n'est installé que le 1er avril 1919. Le retard est dû au financement limité alloué à la division pour construire ses installations en Corée et recruter et entraîner des recrues du Japon.

## Histoire
Après l'incident de Mukden du 18 septembre 1931, la 39e brigade de la 20e division est détachée et renforcée avec le 29e régiment d'infanterie puis stationnée dans la péninsule du Liaodong à Jinzhou. La 20e division entière est retirée en avril 1932. Cependant, à la suite de l'incident du pont Marco-Polo le 11 juillet 1937, la division est de nouveau déployée dans le nord de la Chine, sous le commandement du lieutenant-général Bunzaburō Kawagishi, comme partie de la 1re armée. La division participe à l'opération de la voie ferrée Pékin-Hankou mais retourne à sa base de Keijō (Séoul) sans avoir participé à une bataille importante et reste comme réserve et force de garnison en Corée pour le reste de la seconde guerre sino-japonaise, principalement dans l'attente d'une éventuelle attaque de l'Union soviétique. Le 1er juillet 1940, le régiment de reconnaissance (en) remplace le régiment de cavalerie qui est détaché en 1942. De plus, le 16 juillet 1941, le 77e régiment d'infanterie est détaché et transféré à la nouvelle 30e division, ce qui transforme la 20e division en division triangulaire. En 1942, elle est envoyée dans le sud du Mandchoukouo et son régiment d'artillerie de campagne est changé en régiment d'artillerie de montagne.
En octobre 1943, la 20e division, sous le commandement du lieutenant-général Shigemasa Aoki, est transférée à la 18e armée sur le théâtre du Pacifique, en Nouvelle-Guinée. Aoki meurt de la malaria en juillet 1943 et est remplacé par le lieutenant-général Shigeru Katagiri, qui établit son quartier-général près de Gali, et marche avec ses troupes sur 200 km pour renforcer la ville de Finschhafen après un débarquement australien. Katagiri est le premier commandant japonais présent à la bataille de Finschhafen qui a lieu en septembre-octobre 1943 lors de la campagne de la péninsule de Huon. Il réunit ses forces à Sattelberg (en) mais est forcé de se replier après avoir été défait à la bataille de Sattelberg le 25 octobre 1943.
Durant la bataille de Hollandia fin avril 1944, Shigeru Katagiri est tué au combat alors qu'il suit la route de Madang à Wewak. Il est remplacé par le major-général Masutaro Nakai qui est promu lieutenant-général en avril 1945. Les forces survivantes tiennent contre l'armée australienne pendant la campagne des monts Finisterre et autres combats en Nouvelle-Guinée jusqu'à la fin de la guerre. Sur environ 25 000 hommes de la 20e division, seuls 1 711 survivent à la guerre. La plupart meurent en Nouvelle-Guinée de la malaria et de malnutrition plutôt qu'au combat contre les Américains et les Australiens.